# Iodur de plom(II)
El iodur de plom(II) és un sòlid groc insoluble en aigua i tòxic. Es pot sintetitzar fent reaccionar en medi aquós nitrat de plom(II) amb iodur de potassi, de manera que el iodur de plom precipiti.
Pb(NO₃)₂ (aq) + 2KI (aq) → PbI₂ (s) + 2KNO₃ (aq)